# Chloreuptychia ebusa
Chloreuptychia ebusa är en fjärilsart som beskrevs av Pieter Cramer 1782. Chloreuptychia ebusa ingår i släktet Chloreuptychia och familjen praktfjärilar. Inga underarter finns listade i Catalogue of Life.